# Golden Meteorite Press
Golden Meteorite Press é uma editora canadense independente de ficção, não-ficção e literatura infantil.  Foi fundada e hoje é dirigida por Austin Mardon e sua esposa, Catherine Mardon.  Está situado Edmonton, Alberta.

## Publicações
Golden Meteorite Press publicou mais de 100 livros em categorias como história, política canadense,  literatura infantil, geografia e ciências.